# نوباء جزرية
نوباء جزرية (الاسم العلمي:Alternaria dauci) هي نوع من الفطريات تتبع جنس النوباء من الفصيلة البوغيانية.